# Naunheim (Wetzlar)
Naunheim is een plaats in de Duitse gemeente Wetzlar, deelstaat Hessen, en telt 3879 inwoners (2007).